# ProSieben Fun
ProSieben Fun (eigene Schreibweise: ProSieben FUN) ist ein deutscher Pay-TV-Sender der ProSiebenSat.1 Media SE, der am 3. Mai 2012 auf Sendung gegangen ist.
Der Sender wird als Simulcast ausgestrahlt und ist über Telekom Entertain, Vodafone Kabel Deutschland (ebenfalls nur in HD), Unitymedia, UPC Schweiz (ebenfalls nur in HD) sowie Magenta TV, HD Austria und DreiTV (letztere ebenfalls nur in HD) zu empfangen.
Bis zum 1. Juli 2016 war der Sender über Sky Deutschland auch via Satellit empfangbar, jedoch gab die ProSiebenSat1-Gruppe am  18. Mai 2016 bekannt, die Verbreitung des Senders über die Sky-Plattform zum 30. Juni 2016 einzustellen. Grund seien „unterschiedliche strategische Ausrichtungen“ zwischen ProSiebenSat1 und Sky. Es sei daher eine Beendigung der Ausstrahlung zum Auslauf der vereinbarten Vertragslaufzeit beschlossen worden.

## Programm
Das Programm richtet sich an die Zielgruppe der 14- bis 39-Jährigen. ProSieben Fun sendet Wiederholungen von ProSieben- und Sat.1-Shows, aber auch Erstausstrahlungen (u. a. von Family Guy, Happy! und Vikings), aktuelle Filme und Serien, Funsport und Musikevents.
Eine wichtige Säule des Senders ist der Bereich Actionsport. Seit 2013 wird das wichtigste Actionsport-Event der Welt, die X Games von ProSieben FUN live übertragen. Der Sender zeigt seit 2013 die komplette X Games World-Tour (Winter X Games Aspen, Winter X Games Tignes, X Games Foz do Iguaçu, X Games Barcelona, X Games Munich, X Games LA) sowie die X Games Aspen 2014 und X Games Austin 2014.
Die Übertragung der X Games Munich erfolgte von vor Ort, die anderen Sendungen werden aus dem ProSieben-FUN-Studio in Unterföhring übertragen.
Moderiert und kommentiert wurden die X Games 2013 von Guido Heuber und einem entsprechenden Sportexperten an seiner Seite (Ausnahme X Games Munich: Moderation Daniel Boschmann, Kommentar: Guido Heuber + Experte). Seit 2014 gibt es mit Nico Zacek einen weiteren gastgebenden Moderator. Seit 2016 ist Fabian Schwarz als zusätzlicher Moderator im Einsatz. Zuvor hatte er die Position des Sidekicks inne. 
Weitere Sportformate des Senders: TTR World Snowboard Tour (Saison 2012/2013), Red Bull X-Fighters (seit 2013), FISE (seit 2014), Bowl-a-rama (seit 2014), Dew Tour (seit 2014), SLS (seit 2015).
Außerdem überträgt der Sender seit 2014 die Finaldays einiger Surfevents live (Australian Open of Surfing, Februar, US Open of Surfing, August).
Seit April 2014 ist ProSieben FUN die Heimat des Wrestling-Formats NXT. Im Juli 2014 berichtete ProSieben FUN exklusiv vom Munich MASH – der Nachfolgeveranstaltung der X Games – live aus dem Olympiapark.

## Empfang
| Deutschland          | Österreich      | Schweiz     |
| -------------------- | --------------- | ----------- |
| waipu.tv             | HD Austria      | UPC Schweiz |
| MagentaTV            | Magenta Telekom |             |
| Vodafone             | DreiTV          |             |
| M7 Deutschland       |                 |             |
| NetCologne           |                 |             |
| Pÿur                 |                 |             |
| 1&1                  |                 |             |
| Unitymedia           |                 |             |
| Prime Video Channels |                 |             |
| Zattoo               |                 |             |
| Joyn Plus            |                 |             |

## Sendungen

### Fernsehserien
- Aus Versehen glücklich (2013)
- Beauty and the Beast (seit 2013)
- Beautiful People (2013–2014)
- Becker (seit 2012)
- Being Human (2014–2015)
- Black Sails (2014)
- Bob’s Burgers (ab 2017)
- Breaking In (2013)
- Chuck (seit 2012)
- Die wilden Siebziger (seit 2012)
- Empire (seit 2016)
- Eureka – Die geheime Stadt (seit 2012)
- Family Guy (seit 2013)
- The Flash (seit 2015)
- Futurama (seit 2014)
- Grey’s Anatomy (seit 2012)
- Gotham (seit 2015)
- Harper’s Island (seit 2012)
- It’s Always Sunny in Philadelphia (seit 2013)
- Manifest (seit 2019)
- Mom (seit 2016)
- Primeval – Rückkehr der Urzeitmonster (seit 2013)
- Terra Nova (seit 2012)
- The Last Man on Earth (seit 2017)
- Unsupervised (seit 2013)
- Wilfred (seit 2013)
- Will & Grace (seit 2012)
- Vampire Diaries (seit 2013)
- Vikings (ab 2016)
- V – Die Besucher (seit 2013)
- Star (seit 2017)
- Supergirl (seit 2016)
- Legacies (seit 2018)

### Shows
- Circus HalliGalli (seit 2013)
- Himmel oder Hölle (2014–2015)
- Quatsch Comedy Club (seit 2012)
- Saturday Night Live (seit 2012)
- Schlag den Raab (seit 2012)
- Schlag den Star (seit 2012)
- Schulz in the Box (2013–2014)
- Switch reloaded (seit 2012)
- Switch – TV gnadenlos parodiert
- TV total
- WWE Superstars (seit 2013)

### Sport
- Bowl-a-Rama
- FISE
- Munich Mash
- Red Bull X-Fighters
- X Games
- World Rallycross
- Wrestling NXT

## Senderlogos

Logo bis zum 21. April 2021
Logo des HD-Ablegers bis zum 21. April 2021
Logo seit 21. April 2021
Logo des HD-Ablegers